# Dobrowlany (rejon kałuski)
Dobrowlany (ukr. Добровляни) – wieś na Ukrainie, w  obwodzie iwanofrankiwskim, w rejonie kałuskim, położona na prawym brzegu rzeki Łomnicy, 4 kilometry na południe od Kałusza - stolicy rejonu.

## Historia
Pierwsza wzmianka o wsi pochodzi z 1444 r. W 1938 roku liczba ludności liczyła 250 rodzin (247 ukraińskich i 3 polskich). W 1939 roku liczba ludności wsi liczyła 1160 mieszkańców (1150 ukraińskich i 10 polskich).

## Zabytki
- Kościół Epifanii (Objawienia Pańskiego) został zbudowany w 1827 roku, odrestaurowany w 1930 roku; obiekt jest zabytkiem architektury o znaczeniu lokalnym.

## Bibliografia

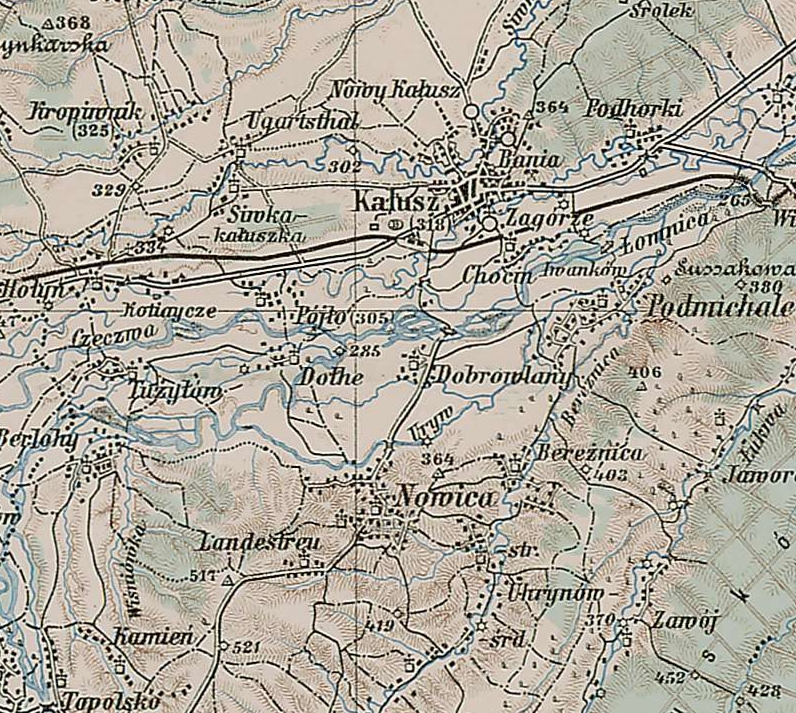
Wieś na mapie z 1889 r.